# Haruhio Matsuda
Haruhio Matsuda (Uwajima (Ehime), Japón, 11 de noviembre de 1938) fue un gimnasta artístico japonés especialista en la prueba de salto de potro, con la que consiguió ser campeón olímpico en 1964.
Su segundo nombre original era Yamashita, pero después de casarse se lo cambió a Matsuda.

## Carrera deportiva
En el Mundial de Praga 1962 gana oro en equipo —por delante de la Unión Soviética y Checoslovaquia— y plata en salto, tras el checoslovaco Přemysl Krbec.
En las Olimpiadas celebradas en 1964 en Tokio consiguió el oro en equipo, y otro oro en salto de potro.
Dos años después, en el Mundial de Dortmund 1966 vuelve a conseguir las dos medallas de oro que dos años antes había conseguido en los JJ. OO., es decir, oro en equipo y en salto de potro.